# Droga wojewódzka nr 484
Droga wojewódzka nr 484 (DW484) – droga wojewódzka łącząca drogę wojewódzką DW483 w Buczku z drogę krajową nr DK91 w Kamieńsku. W Bełchatowie droga przecina drogę krajową DK74, a przed Kamieńskiem przecina autostradę A1. Jej długość wynosi 44 km.

## Miejscowości leżące przy trasie DW484
- Buczek (DW483)
- Bachorzyn
- Zelów
- Łobudzice
- Podwody
- Wola Mikorska
- Bełchatów (DK74)
- Wólka Łękawska
- Łękawa
- Kalisko
- Szpinalów
- Kamieńsk (DK91)